# (5606) Muramatsu
(5606) Muramatsu – planetoida z pasa głównego asteroid okrążająca Słońce w ciągu 3 lat i 117 dni w średniej odległości 2,23 j.a. Została odkryta 1 marca 1993 roku w Kiyosato przez Satoru Ōtomo. Nazwa planetoidy pochodzi od Osamu Muramatsu, japońskiego astronoma. Przed nadaniem nazwy planetoida nosiła oznaczenie tymczasowe (5606) 1993 EH.